# الجدول الزمني لتاريخ البرتغال (المقاطعة الثانية)
هذا تسلسل زمني لتاريخ البرتغال منذ 1076 حتى 1143·

## المقاطعة الثانية

### القرن الحادي عشر
- 1077 - ألفونسو السادس ملك قشتالة يعلن نفسه إمبراطور كل إسبان.
- 1080
  - كويمبرا تصبح مرة أخرى أبرشية.
  - الكونت المستعرب سيسناندو دافيدث (ششنندششنند) من كويمبرا يشارك في غزو غرناطة.
- 1086
  - أمراء المسلمين في الأندلس منهم المعتمد بن عباد تعاونون مع زعيم المرابطون يوسف بن تاشفين ضد ألفونسو السادس ملك قشتالة، خلال هذه السنة مر يوسف بن تاشفين المضيق إلى الجزيرة الخضراء وألحق هزيمة قاسية على المسيحيين في معركة الزلاقة (شمال بطليوس).
  - ريموند البرغوني ابن ويليام الأول كونت بورغندي، ويأتي إلى مملكة قشتالة اعتبرت هذه الرحلة الأولى ذلك للمشاركة في معارك ضد المغاربة مع قريبه هنري البرغوني حفيد روبرت الأول دوق بورغندي وابن شقيق ملكة قشتالة كونستانس البرغونية.
- 1090
  - الأمير يوسف بن تاشفين يعود إلى الأندلس ويحل على كل ملوك الطوائف.
  - ريموند البرغوني وهنريك البرغوني يعودان إلى قشتالة وهذه الرحلة الثانية.
- 1091
  - وفاة الكونت المستعرب سيسناندو دافيدس.
  - ألفونسو السادس ملك قشتالة يزوج ابنته أوراكا القشتالية وريثته من ريموند البرغوني ومع اعتبار إقطاعية جليقية (بما فيها من بورتس كال وكويمبرا) كمهر لهم.
  - ملوك الطوائف من مارتلة أرفقت بدولة المرابطون.
- 1093 - ريموند وهنريك يقومون بتعهدات بحيث اعترف هنريك بــ ريموند ملكاً عند وفاة ألفونسو السادس ملك قشتالة، وفي مقابل يعطى ريموند لهنريك مملكة طليطلة أو بورتس كال مقابل المساندة.
- 1094
  - ألفونسو السادس ملك قشتالة يمنح ريموند مقاطعتين بورتس كال وكويمبرا.
  - هنريك البرغوني يتزوج من تيريزا الليونية ابنة ألفونسو السادس غير الشرعية.
  - المرابطون بقيادة سير بن أبي بكر يحاصرون ويفتحون بطليوس ولشبونة، وهكذا أرفقت طائفة بطليوس بدولتهم.
- 1095
  - إنشاء كونتية البرتغال الثانية (بالبرتغالية: Condado Portucalense‏)، عن طريق الكونت هنريك.
  - المرابطون يغزون شنترين.
- 1097 - يوسف بن تاشفين يلقب نفسه (أمير المسلمين).

### القرن الثاني عشر
- 1103 - وفي غياب هنريك كونت البرتغال في روما أو القدس، تقوم تيريزا كونتيسة البرتغال مع سويرو مينيديث، بحكم الأراضي.

- 1105 - حركة الموحدين التي أسسها ابن تومرت، كحركة دينية لتخليص الإسلام من الشوائب، كانت الحركة تعارض مذهب التأنيس التي دخل إلى إيبيريا المسلمة، وأصبحت الحركة لاحقاً تعادي الأديان ومذاهب غير الإسلامية، على وجه التحديد اليهود والمسيحيين واحتجت أيضا شمال أفريقيا وإلى الأندلس، والموحدين بدءوا بـ أعمال الشغب والاضطهاد مع كل المسلمين وغير المسلمين، وفي بعض البلدات والتي يقطنها اليهود والمسيحيين أجبروا على اعتناق أو النفى أو الموت.
- 1107 - وفاة الكونت ريموند البرغوني، مملكة غاليسيا تمر إلى ابنه الأكبر ألفونسو ريمونيث.
- 1109:
  - 1 يوليو - وفاة ألفونسو السادس ملك قشتالة، وأوراكا من قشتالة وليون الوريثة وأرملة الكونت ريموند تصبح ملكة قشتالة وليون رسمياً، وتتزوج من ملك أراغون ألفونسو الأول.
  - 25 يوليو - ولادة أفونسو أنريكي نجل هنريك كونت البرتغال في مدينة غيمارايس.
- 1110:
  - هنريك كونت البرتغال يحاصر دون جدوى الملك ألفونسو الأول من أراغون في بينافيل.
  - أوراكا ملكة قشتالة وليون تبتعد عن زوجها ألفونسو الأول من أراغون متهماً إياه بأنه لا ينجب الأطفال.
  - هنريك كونت البرتغال يتعاون مع ألفونسو الأول من أراغون ضد أوراكا ملكة قشتالة وليون.
- 1111
  - المرابطون بقيادة سير بن أبي بكر تعيد فتح لشبونة وشنترين في الغرب، هذه المدن كانت محتلة من قبل المرابطون في 1094-1095 .
  - إتفاقية بلنسية بين أوراكا ملكة قشتالة وليون وهنريك كونت البرتغال وزوجته وشقيقتها تيريزا حول تقاسم الأراضي.
  - أوراكا ملكة قشتالة وليون تعقد صلح مع زوجها ألفونسو الأول ملك أراغون، على الرغم من يبقيان كل منهما منفصلين.
  - هنريك كونت البرتغال يعتبر أوراكا ملكة قشتالة وليون قد غدرت به، ويحاصرها وهي زوجها ألفونسو الأول من أراغون في ساهاجون، وبمساعدة من ابنها ألفونسو ريمونيث ملك جليقية.
  - هنريك كونت البرتغال يمنح الحقوق والامتيازات في مدينة كويمبرا ويعيد فتح شنترين من المغاربة.
  - ألفونسو ريمونيث ابن ريموند البرغوني وأوراكا ملكة قشتالة يتم اعلن نفسه ملك قشتالة و ليون تحت مسمى ألفونسو السابع، ولكنه لا يحصل على الاعتراف الكافي.
- 1112 - وفاة هنريك كونت البرتغال وتمرير إقطاعية إلى ابنه الصغير أفونسو أنريكي وباعتباره قاصر، والدته تيريزا أصبحت تحكم البلاد بعد وفاة زوجها مع لقب (الملكة)؛ يستعيد المغاربة شنترين مرة أُخرى.
- 1114
  - تم الطلاق بين أوراكا ملكة قشتالة وليون وألفونسو الأول ملك أراغون.
  - طائفة باجة ويابرة تصبحان مستقلتان.
- 1116 - جيوش تيريزا كونتيسة البرتغال تدخل في معركة ضد الجيوش أوراكا ملكة قشتالة .
- 1117 - المرابطون تحت أمير علي بن يوسف بنفسه تأخذ إلى قلمرية، ولكن يتخلي عنها بعد بضعة أيام.
- 1120
  - أفونسو أنريكي يتحالف مع أسقف براغا ضد والدته تيريزا كونتيسة البرتغال وعشيقها الكونت فرناندو بيريز دي ترافا  الجليقي.
  - جيوش تيريزا كونتيسة البرتغال في معركة مرة أُخرى ضد الجيوش أوراكا ملكة قشتالة .
- 1121 - ألفونسو ريمونيث يأتي إلى البرتغال في مهمة سيادية مع والدته أوراكا ملكة قشتالة، جيوشها التقاط تيريزا، كونتيسة البرتغال في لانهوس يدخلوا في صراع ينتهى بتأكيد استمرارية اعتبار كونتية البرتغال جزء من مملكة ليون.
- 1122 - أفونسو أنريكي البالغ من العمر 14 عاماً، يجعل نفسه فارس في كاتدرائية زامورا .
- 1126 - وفاة أوراكا ملكة قشتالة وليون، وهكذا ويصبح ابنها ألفونسو أخيراً ملك قشتالة وليون تحت مسمى ألفونسو السابع.
- 1127
  - تيريزا كونتيسة البرتغال تتبرع بـ دير مديفيميرو إلى فرسان كلوني
  - مملكة ليون تغزو البرتغال وتحاصر غيماريش وفارس إغاث مونيز دي ريبادورو يدير شؤون الملك ألفونسو السابع من قشتالة وليون مقبل بعض الوعود للبرتغاليين.
- 1128
  - تيريزا، كونتيسة البرتغال تتبرع مدينة سوري إلى فرسان الهيكل.
  - 24 يوليو- الكونت أفونسو أنريكي يلحق بوالدته تيريزا، كونتيسة البرتغال  في معركة ساو ماميد (قرب غيمارايش) ويصبح الحاكم الأوحد.
- 1130 - وفاة كونتيسة البرتغال تيريزا، دفنها لاحقاً في كاتدرائية براغا·
- 1139
  - يهزم أفونسو إنريكي المسلمين في معركة أوريكي·
  - يعلن أفونسو إنريكي قيام مملكة البرتغال واستقلاله هو أول ملوكها تحت مسمى أفونسو الأول·
- 1143 - معاهدة زامورا: اعتراف ألفونسو السابع باستقلال البرتغال عن مملكة ليون رسمياً·